# Sander de Graaf

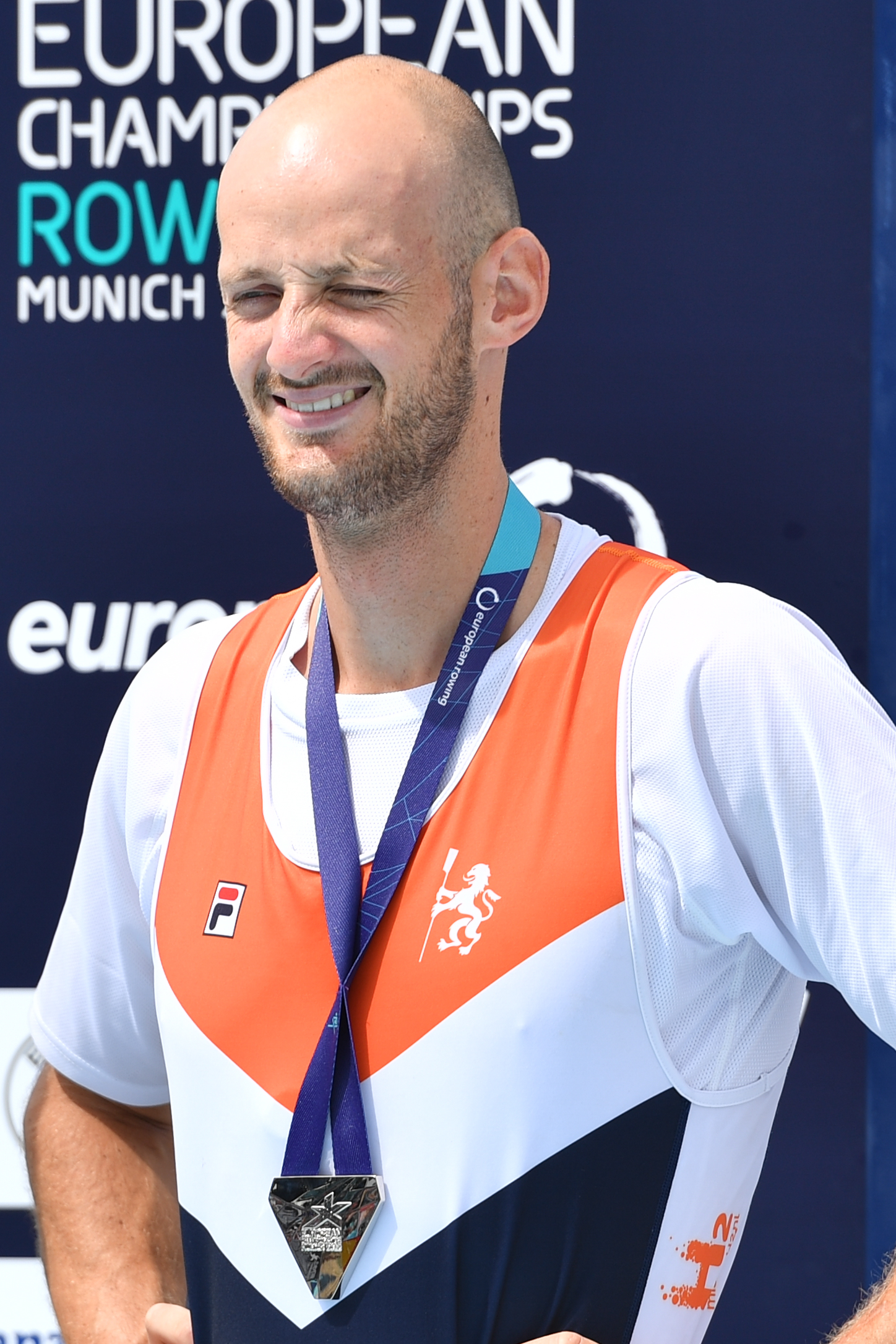
Sander de Graaf mit der Europameisterschafts-Silbermedaille 2022

Sander Josephus de Graaf (* 13. Juni 1995 in Made, Provinz Noord-Brabant) ist ein niederländischer Ruderer. Er gewann bis 2023 je eine Silber- und Bronzemedaille bei Weltmeisterschaften. Bei Europameisterschaften erkämpfte er je eine Gold-, Silber- und Bronzemedaille. Bei den Olympischen Sommerspielen 2024 gewann er die Silbermedaille im Achter.

## Sportliche Karriere
Der 2,06 Meter große Sander de Graaf rudert für die E.S.R. Thêta. Bei den U23-Weltmeisterschaften 2017 trat er zusammen mit Jochem Kostelijk im Zweier ohne Steuermann an und belegte als Sieger des B-Finales den siebten Platz. 2018 ruderte er im Zweier mit Vincent Klaassens, die beiden wurden Zehnte bei den Europameisterschaften 2018. Bei den Weltmeisterschaften in Plowdiw belegten sie als Sieger des D-Finales den 19. Platz.
Wegen der COVID-19-Pandemie fanden die Europameisterschaften 2020 erst im Oktober in Posen statt. Jan van der Bij, Boudewijn Röell, Sander de Graaf und Nelson Ritsema gewannen den Titel im Vierer ohne Steuermann mit über zwei Sekunden Vorsprung vor den Italienern. Bereits im April 2021 folgten die Europameisterschaften in Varese. Der niederländische Vierer trat in der gleichen Besetzung wie im Vorjahr an. Hinter Briten, Rumänen und Italienern überquerten die Niederländer die Ziellinie als Vierte mit 0,72 Sekunden Rückstand auf die Drittplatzierten. Bei den erst 2021 ausgetragenen Olympischen Spielen in Tokio traten zehn Boote im Vierer-Wettbewerb an. Nach einem dritten Platz im Vorlauf erreichten die vier Niederländer mit einem zweiten Platz im Hoffnungslauf das A-Finale und wurden dann Sechste.
Bei den Europameisterschaften 2022 in München trat der Vierer in der Besetzung Ralf Rienks, Ruben Knab, Sander de Graaf und Rik Rienks an und gewann die Silbermedaille hinter den Briten und vor den Rumänen. Einen Monat später siegten die Briten bei den Weltmeisterschaften in Račice u Štětí vor den Australiern und den Niederländern. 2023 bei den Europameisterschaften in Bled waren alle aus dem Vorjahres-Vierer im Achter dabei und gewannen die Bronzemedaille hinter den Briten und den Rumänen. Drei Monate später bei den Weltmeisterschaften in Belgrad war die Besatzung des Achters zur Hälfte ausgetauscht worden. Der neu zusammengesetzte Achter erreichte die Ziellinie mit einer Sekunde Rückstand auf die Briten und mit einer Sekunde Vorsprung auf die drittplatzierten Australier. Bei den Olympischen Spielen in Paris wurde der niederländische Achter Zweiter mit einer Sekunde Rückstand auf die Briten.